# Nora Osagiobare

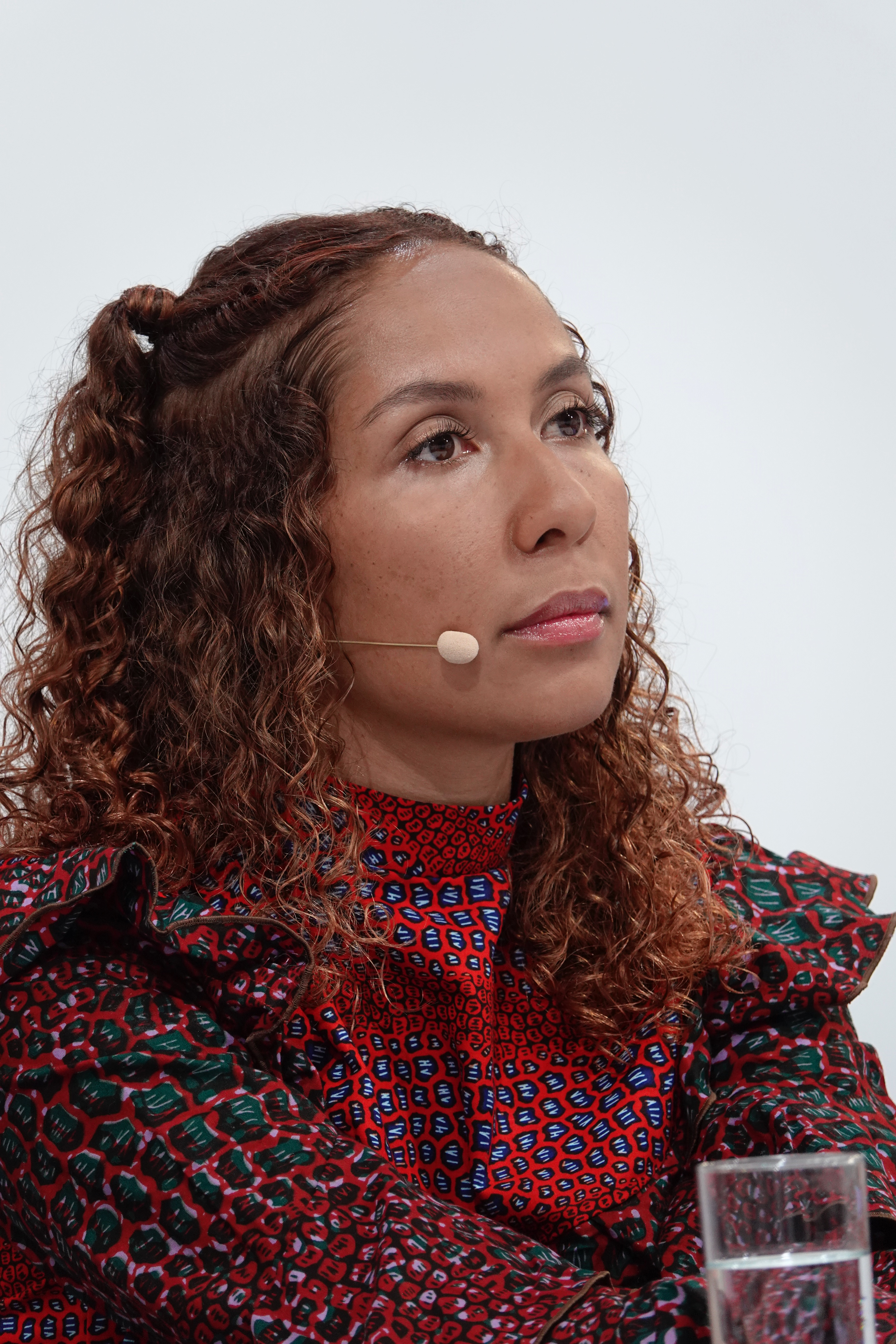
Nora Osagiobare beim Ingeborg Bachmann-Preis 2025

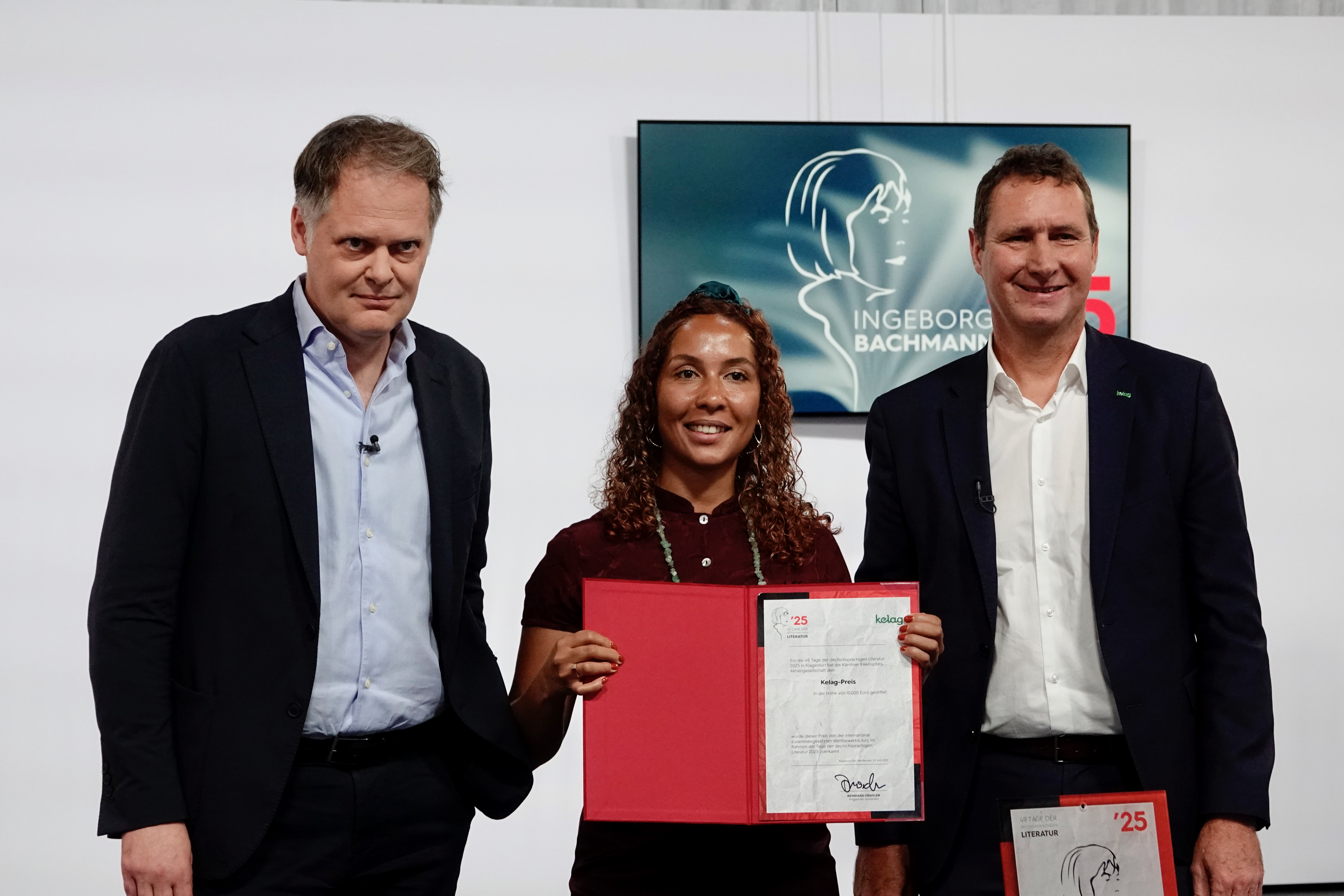
Verleihung des Kelag-Preises an Nora Osagiobare bei den Tagen der deutschsprachigen Literatur 2025

Nora Osagiobare (* 1992 in Zürich) ist eine Schweizer Schriftstellerin.

## Leben und Werk
Nora Osagiobare wuchs als Tochter einer Schweizerin und eines Nigerianers in Ottenbach im Knonauer Amt auf. Im nahegelegenen Zürich besuchte sie das Gymnasium. Nach der Maturität studierte sie Literarisches Schreiben am Schweizer Literaturinstitut in Biel und in Wien.
Im Frühjahr 2025 erschien im Verlag Kein & Aber Nora Osagiobares Debütroman Daily Soap. Die Autorin bezeichnete das Buch als «Frustrationsverdauung»; jahrzehntelange Rassismus-Erfahrungen hätten sich darin Bahn gebrochen. Von der jüdisch-afroamerikanischen Schriftstellerin Fran Ross hat sie nach eigener Aussage gelernt, nicht in einem konsequent ernsten Ton über Diskriminierung schreiben zu müssen. Ihre «bitterböse, hypersexualisierte Seifenoper», mit kräftigen Anleihen sowohl bei Melodram als auch bei Satire, erhielt durchweg gute Kritiken. Osagiobares Roman sei überaus witzig und dabei gesellschaftskritisch, urteilte etwa Nadine A. Brügger in der Neuen Zürcher Zeitung – «weil so viel Wahrheit in den fett über die Ränder hinausgemalten Karikaturen steckt».
Nora Osagiobare war in verschiedenen Funktionen – Autorin, Dramaturgin, Regisseurin – an Hörspielproduktionen des SRF beteiligt. Von Thomas Strässle wurde sie 2025 zum Ingeborg-Bachmann-Wettbewerb nach Klagenfurt am Wörthersee eingeladen. Sie las dort ihren Prosatext Daughter Issues, der mit dem Kelag-Preis ausgezeichnet wurde.

## Werke (Auswahl)
- Daily Soap. Roman. Kein & Aber, Zürich 2025, ISBN 978-3-0369-5062-4.

## Hörspiele (Auswahl)
- 2023: Nora Osagiobare: Grauen 32: Mardi Gras – Regie: Martin Bezzola (Original-Hörspiel – SRF)
- 2024: Dominik Bernet: Radio-Tatort: Shikimicki – Regieassistenz: Nora Osagiobare; Regie: Mark Ginzler (Originalhörspiel, Kriminalhörspiel – SRF)
- 2024: Raju Schwarz, Ursula Werdenberg: 1938 – Die Grenzgeherin Martha Schwartz – Dramaturgie: Nora Osagiobare; Regie: Päivi Stalder (Originalhörspiel – SRF)
- 2024: Lukas Holliger: Grauen 35: Hell Snail – Regie: Wolfram Höll, Simone Karpf, Nora Osagiobare (Originalhörspiel – SRF)
- 2024: Stef Stauffer: Schreckmümpfeli: Wo der Hund begraben liegt – Regie: Nora Osagiobare (Originalhörspiel, Kriminalhörspiel – SRF)

## Auszeichnungen
- 2021: Stipendiatin der Autor*innenwerkstatt Prosa des Literarischen Colloquiums Berlin[7]
- 2021: Werkbeitrag des Kantons Zürich[8]
- 2025: Kelag-Preis beim Ingeborg-Bachmann-Preis[9]